# 卡多雷地区丹塔
卡多雷地区丹塔（義大利語：Danta di Cadore）是意大利威尼托大区贝卢诺省的一个市镇。总面积8平方公里，人口517人，人口密度64.6人/平方公里（2009年）。国家统计（ISTAT）代码为025017。